# Attentat terroriste du 15 avril 1953 sur la place de Mai
L’attentat terroriste du 15 avril 1953 sur la place de Mai de Buenos Aires est un attentat à la bombe visant un rassemblement de travailleurs réunis devant la Casa Rosada et venus écouter, à l’invitation de la CGT, un discours de Juan Perón. Cette action terroriste, non revendiquée, qui consista en l’explosion de deux bombes, se solda par la mort de six personnes, en plus de 90 blessés, dont 19 grièvement. 
L’événement se produisit à un moment de forte polarisation politique (entre péronistes et anti-péronistes) en Argentine, où le pouvoir de Perón, confronté à une profonde crise économique depuis 1949, s’était dit prêt à mettre un terme à sa dérive autoritaire et avait lancé à l’opposition un appel à collaboration pour résoudre les problèmes de l’heure ; l’attentat pourrait donc être interprété comme la réponse des fractions antipéronistes les plus radicales à cette offre de conciliation. Les auteurs présumés, jeunes gens de bonne famille, universitaires et cadres professionnels, seront arrêtés peu de jours plus tard, mais soit nieront toute implication, soit clameront que des aveux leur avaient été extorqués sous la torture, soit encore affirmeront que les bombes n’étaient que des pétards fumigènes et que le lourd bilan était dû uniquement à la subséquente bousculade ; néanmoins condamnés, ils seront cependant bientôt amnistés. Dans la foulée de l’attentat, des militants, sans doute de la droite nationaliste pro-Perón, incendia, en guise de représailles, plusieurs lieux symboliques de l’opposition antipéroniste à Buenos Aires.

## Contexte
À l’époque des faits, la principale préoccupation du gouvernement de Juan Perón était de surmonter les difficultés économiques qui étaient apparues à partir de 1949. Ces difficultés avaient rendu nécessaires l’élaboration et la mise en œuvre d’un nouveau plan économique, que Perón annonça en février 1952 et dont il confia l’exécution au docteur Alfredo Gómez Morales, placé à la tête du ministère nouvellement créé des Affaires économiques. 
Ledit plan, qui visait en particulier à combattre l’inflation, s’appuyait sur un pacte social entre travailleurs et patronat, et prévoyait notamment un gel des prix et des salaires. De cette manière, l’on parvint effectivement à juguler assez rapidement le taux d’inflation. Cependant, des pénuries (en particulier de viande, principale denrée populaire) commencèrent à se faire jour, et l’on observa plusieurs violations de l’accord sur les niveaux de prix convenus avec le patronat, de même que l’un ou l’autre dérapage salarial, imputable à la pression des syndicats. À quoi s’ajoutèrent, début 1953, des accusations de corruption, qui introduisirent un facteur de confusion dans le milieu politique et provoqueront une série de conflits et de mises en cause mutuelles, y compris dans les sphères du pouvoir elles-mêmes.
Pour mieux assurer la réussite du nouveau plan, le gouvernement s’avisa qu’il devait impérativement d’abord s’efforcer de pacifier politiquement le pays, dessein qui avait rencontré un certain écho chez les plus hauts dirigeants de l’opposition. Cependant, selon ce qu’affirma Antonio Cafiero un demi-siècle plus tard dans un article de presse, « ces propositions furent malheureusement interprétées comme des signes de faiblesse, et, paradoxalement, encouragèrent les autres fractions à durcir leurs positions et, pour les groupes les plus durs, à user de violence. Voilà quelle était l’origine des attentats terroristes ».

## Attentat
Les explosions, qui eurent lieu d’une part sur la place de Mai, place centrale de Buenos Aires, et d’autre part sur la ligne A du métro portègne, qui passe sous cette place, survinrent au moment où le président Juan Perón s’adressait à la foule présente sur la place à partir du balcon de la Casa Rosada, le palais gouvernemental qui borde la place à l’est.
Les terroristes avaient également déposé des bombes sur la plateforme de l’édifice de la banque centrale argentine, sis à l’angle nord-est de ladite place, dans le but d’en faire se détacher des moellons qui devaient aller s’écraser sur la multitude serrée au pied de l’immeuble. Heureusement, ces dernières bombes — qui eussent provoqué un nombre beaucoup plus élevé de victimes — n’éclateront pas. 

### Réaction de Perón
Aussitôt après l’explosion des bombes, Juan Perón, en réponse aux cris de la foule réclamant « du bois ! du bois ! » (¡Leña! ¡Leña!, du bois de chauffe !), se laissa entraîner à dire : « À propos de ce bois que vous me conseillez, pourquoi ne commencez-vous pas vous-mêmes à en apporter ? » (¿por qué no empiezan ustedes a darla?). Cette réaction doit, selon le même Antonio Cafiero, être correctement replacée dans son contexte : « Il est psychologiquement compréhensible, quoique politiquement injustifiable, que [cet événement] ait produit des expressions indignées et instinctives ». Cependant, Perón tempéra immédiatement son discours, ajoutant en effet : « Lors même que cela paraisse ingénu que je lance ce dernier appel aux opposants pour qu’ils se mettent à travailler en faveur de la République : en dépit des bombes, en dépit des rumeurs, nous allons les leur pardonner toutes » ; puis : « nous allons vaincre ces bandits en produisant. Ce pourquoi aujourd’hui, comme à chaque fois, la consigne des travailleurs devra être ‘produire, produire, produire’. [...] Je vous remercie de ce merveilleux rassemblement et vous demande de vous retirer dans le calme ».
Antonio Cafiero, qui fut un témoin direct des événements, relate :

« Je retrouve dans ma mémoire quelques bribes encore de cette journée qui en était une de fête et qui se termina en drame. Il y a des images que je conserve encore intactes. C’était une soirée chaude. La multitude se comportait de façon pacifique, avec ses chants comme toutes les autres fois. Perón s’apprêtait à expliquer pourquoi il n’était pas possible de décréter la liberté des prix, lorsqu’il se vit interrompu par deux explosions effroyables et l’envolée désordonnée des pigeons s’échappant de l’horreur. Les gens cependant ne bougeaient pas d’où ils étaient. Des cris assourdissants inondèrent la place : « La vie pour Perón, la vie pour Perón ! » (¡La vida por Perón, la vida por Perón!). Imprécations et cris se succédaient, l’air se chargea de la densité de la tragédie. Enfin, la multitude, remise de sa surprise, commença à se disperser pacifiquement, répondant aux exhortations tranquillisantes du président. »

### Représailles

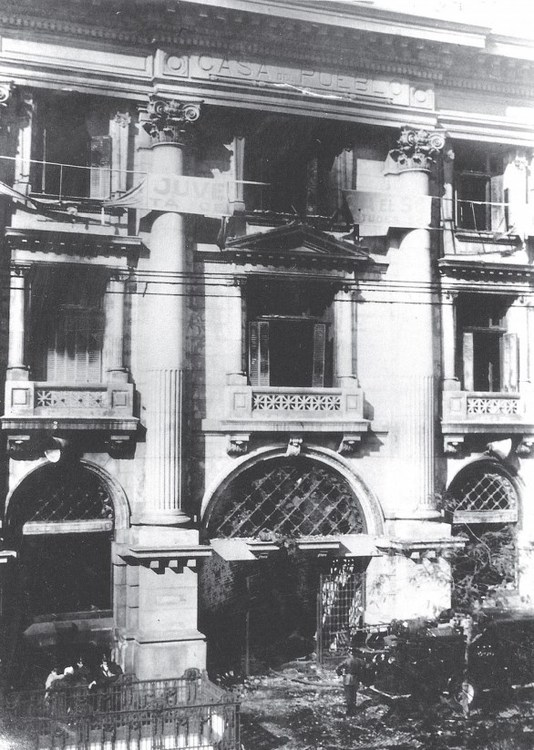
Façade de la Maison du Peuple, siège du Parti socialiste, incendiée en guise de représailles après l’attentat sur la place de mai.

L’attentat terroriste déclencha des réactions violentes et un désir de représailles chez un certain nombre de manifestants, dont des membres de l’Alliance libératrice nationaliste, qui s’en allèrent le soir même mettre le feu dans les locaux qu’ils associaient avec les terroristes, c’est-à-dire, tour à tour, la Maison du peuple du Parti socialiste, la Casa Radical de l’UCR, la bibliothèque du journal socialiste La Vanguardia, et le Jockey Club de Buenos Aires. D’après la version des autorités policières, il s’agissait de groupes extrémistes qui avaient agi spontanément, et desquels plusieurs n’avaient même pas assisté au rassemblement populaire sur la place de Mai.

## Auteurs
Quelques jours plus tard, les auteurs présumés de ces attentats, de jeunes cadres ou universitaires issus de familles appartenant aux classes moyennes et supérieures, furent arrêtés et passèrent en jugement devant les juges compétents, avec, à en croire les porte-parole du pouvoir en place, toutes les garanties de la constitution et de la loi,. Le groupe terroriste se serait composé de Roque Carranza, Carlos Alberto González Dogliotti, et des frères Alberto et Ernesto Lanusse (frères du futur président Alejandro Agustín Lanusse), appuyés par le capitaine Eduardo Thölke, qui leur fournit les explosifs. Le chef présumé de l’opération terroriste, Arturo Mathov, avait déjà acquis une certaine notoriété en s’étant fait élire député sous l’étiquette radicale. Selon l’historien Félix Luna, il s’agissait d’un groupe de jeunes gens, activistes habituels de la Fédération universitaire de Buenos Aires (FUBA), qui s’étaient initiés au maniement des armes et des explosifs, et qui avaient déjà auparavant tenté d’assassiner Perón lors d’un de ses voyages ; tous ou presque étaient issus de familles traditionnelles et aisées.
Roque Carranza (1919-1986), qui plus tard officiera comme ministre (des Travaux publics, puis de la Défense) sous la présidence de Raúl Alfonsín, et Carlos Alberto González Dogliotti furent incarcérés comme les auteurs matériels de l’attentat. Félix Luna soutient que, si tous deux ensuite avoueront être les auteurs de l’attentat à la bombe, ce fut en réalité sous la torture. Ultérieurement, González Dogliotti reconnut certes avoir posé les bombes, mais, comme Carranza, affirma que celles-ci n’étaient que de gros pétards et des bombes fumigènes, et que les morts et les mutilations s’expliquent par la panique que l’explosion avait provoquée dans la foule et par la bousculade qui s’ensuivit. Carranza de son côté, qui était ingénieur, nia avoir posé les bombes, quoiqu’il reconnût avoir eu connaissance du lieu où ces bombes étaient produites, ceci du reste en accord avec tous les témoignages de ses compagnons, unanimes à indiquer que « l’activité de Carranza durant les neuf années de gouvernement péroniste fut un incessant va-et-vient dans les laboratoires domestiques où se fabriquaient des explosifs »,. Enfin, d’après le témoignage de Mathov, « tout participait d’un plan de l’opposition, pour qui il fallait ébranler l’opinion publique pour ensuite mobiliser les troupes hostiles à Perón ». Mathov, déjà connu des services de police pour avoir volé en 1943 un avion privé après qu’il eut trempé dans une conspiration contre le nouveau régime militaire issu du coup d’État de juin de cette année, effectuait sous le péronisme, au titre d’agent de liaison avec les opposants en exil, de fréquents allers-retours entre l’Argentine et l’Uruguay, jusqu’au moment où, à la suite d’un accident, « nous fûmes découverts et dûmes nous cacher. Peu après, les bombes éclatèrent, et je compris qu’on m’en ferait porter le chapeau. On m’accusa injustement, seulement parce qu’on avait besoin d’une tête de Turc. On choisit la mienne, car j’étais déjà dans le collimateur ».

## Victimes
Cet attentat coûta la vie à six personnes (Santa Festigiata D’Amico, Mario Pérez, León David Roumeaux, Osvaldo Mouché, Salvador Manes et José Ignacio Couta) et fit plus de 90 blessés, dont 19 resteront mutilés à vie.

## Suites tardives
Après le coup d’État de septembre 1955 qui renversa Perón, les inculpés de l’attentat furent amnistiés par la dictature civico-militaire arrivée au pouvoir et autodénommée Révolution libératrice.
En 1987, un an après la mort de Carranza, une station du métro de Buenos Aires fut baptisée à son nom.
En 2008, le député péroniste Carlos Kunkel désigna en outre, comme auteur impliqué dans l’attentat, l’avocat et journaliste Mariano Grondona, qui avait reconnu publiquement, dans son émission de télévision Hora Clave, sa participation directe,. Grondona, qui dans sa jeunesse avait été un membre actif des groupes universitaires antipéronistes, fit également partie, comme il l’avoua lui-même, des Commandos révolutionnaires civils lors du coup d’État de septembre 1955, et eut fin mars 1962, en tant que journaliste et chroniqueur du quotidien La Nación, une part active au putsch militaire qui renversa Arturo Frondizi. Enseignant à l’École supérieure de guerre, il entretenait des liens avec la droite catholique et avec les forces armées.